# Parione lamellata
Parione lamellata är en kräftdjursart som beskrevs av Richardson1910. Parione lamellata ingår i släktet Parione och familjen Bopyridae. Inga underarter finns listade i Catalogue of Life.